# Eldfell
Eldfell ( PRONÚNCIA) é um vulcão de mais de 200 metros de altitude na ilha islandesa de Heimaey, situada no arquipélago de Vestmannaeyjar, a 7,4 km da costa sul.                                                                              Seu nome significa "montanha de fogo" em islandês.                                                                           

Foi formado por uma erupção vulcânica que começou sem aviso e acabou por soterrar completamente com lava e com cinzas a cidade de Heimaey em 23 de janeiro de 1973.                                                         Quase todos os habitantes foram evacuados para terra firme, naquilo que ficou para a História como uma das maiores catástrofes naturais da Islândia.

As cinzas vulcânicas espalharam-se por toda a ilha, destruindo muitas casas e a corrente de lava ameaçou fechar o porto, a principal fonte de renda da ilha.                                       O material vulcânico foi mais tarde utilizado para alargar a pista do aeroporto da ilha e para a recuperação de terrenos onde foram construídas novas habitações.

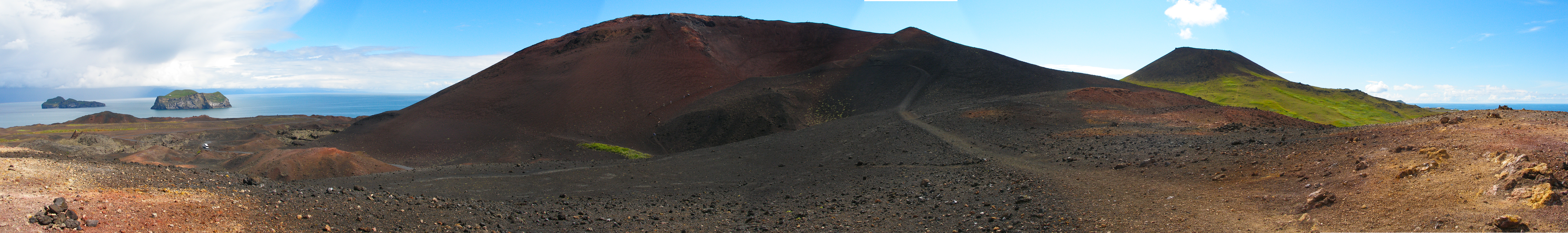
Eldfell e Helgafell, Heimaey